# Petar Radenković
Petar Radenković (in serbo Петар Раденковић?; Belgrado, 1º ottobre 1934) è un ex calciatore jugoslavo.

## Carriera
Debutta da professionista nel 1952 con la Stella Rossa di Belgrado, passa poi al BSK Belgrado - dal 1957 OFK Belgrado - dove rimane fino 1960 vincendo due Coppe di Jugoslavia.
Si trasferisce quindi in Germania, al Wormatia Worms, dove rimane per una sola stagione, prima di passare al Monaco 1860, di cui diventa un'autentica bandiera disputando più di 200 partite. 
Con i Leoni di Monaco vince il campionato 1965-1966, arrivando poi secondo la stagione successiva, la Coppa di Germania del 1964, oltre alla finale, persa contro il West Ham United, della Coppa delle Coppe 1964-1965.
Con la Nazionale jugoslava ha partecipato alle Olimpiadi del 1956 vincendo la medaglia d'argento.

## Palmarès

### Club
- Coppa di Jugoslavia: 2

BSK Belgrado: 1952-1953, 1954-1955
- Campionato tedesco: 1

Monaco 1860: 1965-1966
- Coppa di Germania: 1

Monaco 1860: 1963-1964

### Nazionale
- Argento olimpico: 1

Melbourne 1956